# إبراهيم شفيق
إبراهيم شفيق لقب ب«بلبل مصر الصغير وإبراهيم النونو» (26 يناير 1896 - 11 أبريل 1966) هو موسيقار وملحن مصري.

## حياته ونشأته
ولد إبراهيم شفيق بحي السيدة زينب في 26 يناير 1896، وهو من أسرة السياسي رستم باشا، لقب ب«بلبل مصر الصغير وإبراهيم النونو» لأنه بدأ الغناء في وهو في سن صغير في بدايات القرن العشرين، تلقى علومه الأولى بمدرسة الشيخ نور الابتدائية ، بميدان السيدة زينب بالقاهرة، اشتهر بين زملاءه بإلقاء الأناشيد لجمال صوته، منذ صغره أحب سماع الموشحات والأدوار التي كانت تؤديها فرق الصهبجية في المقاهي، حفظ منها الكثير، درس الأوزان الموسيقية والضروب والإيقاعات على يد محمد البوشي الذي كان رئيسا لإحدى فرق الصهبجية.في أواخر عام 1914 تزوج من كريمة الأميرالاي يوسف خلوصي الذي كان قائدا لكتيبة الثامنة بالجيش المصري، توفي شفيق بالقاهرة في 11 أبريل 1966.

## مسيرته
- تعلم العود على يد الأستاذ قسطندي خياط، وبدأ يحترف الغناء ويحيي الأفراح.[3]

- أجاد آداء أدوار عبده الحامولي والمسلوب ومحمد عثمان.[4]

- أجاد غناء تخت من أهم التخوت مكون من الأساتذة

1. منصور عوض -عود
2. إبراهيم سهلون- كمان
3. عبد العزيز القباني -قانون
4. جد عازف القانون ابراهيم العريان
5. علي صالح - ناي
6. جد عازف القانون محمد عبده صالح

- أحيا العديد من الحفلات الغنائية بالإسكندرية بمسرح الألدرادو
- اتجه للمسرح الغنائي عام 1920 فوضع ألحان رواية (المتصرف في العباد ) لفرقة جورج أبيضولفرقة منيرة المهدية (لا داموكاميليا ) و ( ابو الهول تحرك )
- سجل بصوته بعض ألحانه على اسطوانات منها

1. فؤادي طال عليه الهجر -أعازل ما على مثلي - أنا انتهيت من حياتي

- وضع لمنيرة المهدية بعض الطقاقيق والمونولوجات منها

1. ظلمتني من غير سبب - الجفا بعد الوفا -بالأمانة توعديني - أد ايه الحب يحلى

- وضع لعبد اللطيف البنا بعض الطقاقيق ومنها:

1. شوفيلي طريقة معاكي
2. ايه رأيك في خفافتي
3. فايقين رايقين والأشيا سلطنة
4. لا جمال بعده ولا فيش خفة

- غنت ألحانه فاطمة الشنتورية و ودودة المنيلاوية ونرجس شوقي ومفيدة أحمد

- اعتزل الغناء سنة 1926

- انتخب نقيبا للموسيقيين سنة 1929 حتى سنة 1932

- أنشأ معهد الإتحاد الموسيقي الخاص في ديسمبر 1934، ودرس فيه عدد من الموسيقيين اللامعين منهم:

أنور منسي وعلي فراج وعبد الفتاح منسي وكامل إبراهيم وحسين فوزي وكامل عبد الله ورمضان السنباطي.
- أشرف على تدوين النوتة الموسيقية لعشرات الأدوار والموشحات، وأصدرها في أربعة أجزاء من سلسلة تراثنا الموسيقي.
- عهدت إليه الإذاعة بالإشراف على تسجيل طائفة من الأدوار القديمة.
- عضوا بلجان الاستماع واختيار قراء القرآن الكريم بالإذاعة المصرية.
- كان أستاذ في كونسرفتوار القاهرة.
- عضوا بلجنة الموسيقى ولجنة جمع التراث بالمجلس الأعلى لرعاية الفنون والآداب.